# Pedro Jáuregui
Pedro Antonio Jáuregui Castro (Curicó, 12 de febrero de 1912-Osorno, 5 de octubre de 1991) fue un médico cirujano y político chileno. Fue diputado entre 1969 y 1973. Anteriormente se desempeñó como regidor de Osorno.

## Biografía

### Vida personal y carrera profesional
Hijo de Pedro Antonio Jáuregui y Melania Castro. Se casó en primer matrimonio el 1 de febrero de 1941 con Blanca María Rita Hidalgo Saldías y tuvieron tres hijos, y en segundo matrimonio el 3 de junio de 1957, con Victoria Álvarez-Santullo y tuvieron un hijo.
Realizó sus estudios primarios y secundarios en el Patrocinio de San José y en el Liceo San Agustín. Finalizada su etapa escolar, ingresó a la Escuela de Medicina de la Universidad de Chile donde se tituló de médico Cirujano en 1937.
Una vez titulado, ejerció como médico internista en el Hospital de Osorno; jefe de servicio de Medicina; director interino del mismo Hospital; médico del Servicio Médico Nacional de Empleados, SERMENA entre 1949 y 1955; presidente de la Sociedad Médica de Osorno en 1954; y de la Asociación Médica de esa misma ciudad en 1966. En 1967, presidió un Simposio de Alcoholismo celebrado en Osorno.
Fue integrante del Cuerpo de Bomberos.

### Trayectoria política
En 1959 ingresó al Partido Socialista de Chile (PS). En 1960 fue electo regidor de Osorno hasta 1963, siendo reelecto hasta 1967. 
En 1969 fue elegido como diputado por la Vigesimotercera Agrupación Departamental "Osorno y Río Negro".  Integró la Comisión Permanente de Salud Pública y miembro de la Comisión Investigadora Encargada de Conocer el Procedimiento en Concesión de Créditos por el Banco del Estado, 1969-1970.
El 8 de agosto de 1971 renunció al PS y pasó a incorporarse al Movimiento Radical Independiente de Izquierda. El 15 de abril de 1972 se incorporó oficialmente al Partido Izquierda Radical (PIR).

## Historial electoral

### Elecciones parlamentarias de 1973
- Elecciones parlamentarias de 1973 para la 23.ª  Agrupación Departamental, Osorno.[1]